# DR广播三台
DR广播三台（DR P3），是由丹麦广播公司经营的广播电台，主要播出丹麦、英国和中国的流行音乐。目前该电台通过调频、DAB和互联网播出。